# Фелікс Тагава
Фелікс Тагава (фр. Félix Tagawa, нар. 23 березня 1976, Таїті) — таїтянський футболіст, що грав на позиції нападника. По завершенні ігрової кар'єри — тренер. З 2017 року очолює тренерський штаб команди «Єнген Спорт».
Виступав, зокрема, за австралійські клуби «Брісбен Страйкерс» та «Аделаїда Юнайтед», а також національну збірну Таїті.

## Клубна кар'єра
У дорослому футболі дебютував 1999 року виступами за команду «Веню», в якій провів три сезони і за цей час двічі виграв чемпіонат Таїті і одного разу національний кубок.
Згодом з 2002 по 2004 рік по сезону грав у складі австралійських команд «Брісбен Страйкерс» та «Аделаїда Юнайтед» в Національній футбольній лізі.
2004 року перейшов до клубу «Дрегон», за який відіграв 8 сезонів. Завершив професійну кар'єру футболіста виступами за команду «Дрегон» (Таїті) у 2012 році, вигравши перед цим у сезоні 2011/12 свій останній чемпіонат країни.

## Виступи за збірну
2000 року дебютував в офіційних матчах у складі національної збірної Таїті. Протягом кар'єри у національній команді, яка тривала 5 років, провів у її формі 22 матчі, забивши 14 голів.
Брав з командою участь у Кубку націй ОФК 2002 року в Новій Зеландії, де забив 3 голи і допоміг своїй збірній здобути бронзові нагороди. А наступного року забивши 7 голів на футбольному турнірі Тихоокеанських ігор, зайняв з командою 4 місце на турнірі.

## Кар'єра тренера
Розпочав тренерську кар'єру, повернувшись до футболу після невеликої перерви, 2017 року, очоливши тренерський штаб новокаледонського клубу «Єнген Спорт». У 2019 році вони вперше стали континентальними чемпіонами, здолавши у фіналі Ліги чемпіонів ОФК іншу новокаледонську команду «Мажента» і стали першим клубом з Нової Каледонії (і другим не з Австралії чи Нової Зеландії), який отримав право зіграти на клубному чемпіонаті світу 2019 року, що пройшов у Катарі. Того ж року клуб здобув «золотий дубль» і на внутрішній арені, вигравши як чемпіонат, так і кубок.

## Голи за збірну
| #  | Дата           | Місце                                | Суперник                     | Рахунок | Результат | Турнір                  |
| -- | -------------- | ------------------------------------ | ---------------------------- | ------- | --------- | ----------------------- |
| 1  | 4 червня 2001  | «Норт Хербор», Олбані, Нова Зеландія | Вануату                      | 6-1     | 6-1       | Кваліфікація на ЧС-2002 |
| 2  | 11 червня 2001 | «Норт Хербор», Олбані, Нова Зеландія | Острови Кука                 | 2-0     | 6-0       | Кваліфікація на ЧС-2002 |
| 3  | 11 червня 2001 | «Норт Хербор», Олбані, Нова Зеландія | Острови Кука                 | 5-0     | 6-0       | Кваліфікація на ЧС-2002 |
| 4  | 11 червня 2001 | «Норт Хербор», Олбані, Нова Зеландія | Острови Кука                 | 6-0     | 6-0       | Кваліфікація на ЧС-2002 |
| 5  | 7 липня 2002   | «Норт Хербор», Олбані, Нова Зеландія | Самоа                        | 2-2     | 3-2       | Кубок націй ОФК 2002    |
| 6  | 9 липня 2002   | «Норт Хербор», Олбані, Нова Зеландія | Папуа Нова Гвінея            | 2-1     | 3-1       | Кубок націй ОФК 2002    |
| 7  | 9 липня 2002   | «Норт Хербор», Олбані, Нова Зеландія | Папуа Нова Гвінея            | 3-1     | 3-1       | Кубок націй ОФК 2002    |
| 8  | 30 червня 2003 | «Національний стадіон», Сува, Фіджі  | Федеративні Штати Мікронезії | 1-0     | 17-0      | Тихоокеанські ігри 2003 |
| 9  | 30 червня 2003 | «Національний стадіон», Сува, Фіджі  | Федеративні Штати Мікронезії | 2-0     | 17-0      | Тихоокеанські ігри 2003 |
| 10 | 30 червня 2003 | «Національний стадіон», Сува, Фіджі  | Федеративні Штати Мікронезії | 4-0     | 17-0      | Тихоокеанські ігри 2003 |
| 11 | 30 червня 2003 | «Національний стадіон», Сува, Фіджі  | Федеративні Штати Мікронезії | 6-0     | 17-0      | Тихоокеанські ігри 2003 |
| 12 | 3 липня 2003   | «Національний стадіон», Сува, Фіджі  | Папуа Нова Гвінея            | 2-0     | 3-0       | Тихоокеанські ігри 2003 |
| 13 | 7 липня 2003   | «Чорчілл-Парк», Лаутока, Фіджі       | Тонга                        | 1-0     | 4-0       | Тихоокеанські ігри 2003 |
| 14 | 7 липня 2003   | «Чорчілл-Парк», Лаутока, Фіджі       | Тонга                        | 2-0     | 4-0       | Тихоокеанські ігри 2003 |

## Титули і досягнення

### Як гравця
- Чемпіон Таїті (3):

«Веню»: 2000, 2002
«Дрегон»: 2011–12
- Володар Кубка Таїті (2):

«Веню»: 1999, 2001
- Володар Кубка Полінезії: 2000
- Бронзовий призер Кубка націй ОФК: 2002

### Як тренера
- Чемпіон Нової Каледонії (1):

«Єнген Спорт»: 2019
- Володар Кубка Нової Каледонії (1):

«Єнген Спорт»: 2019
- Переможець Ліги чемпіонів ОФК (1):

«Єнген Спорт»: 2019